# Stadio Luigi Ridolfi
Il Firenze Marathon Stadium "Luigi Ridolfi" è il principale impianto sportivo di Firenze per l'atletica leggera, che in città era rimasta orfana di un impianto importante da quando nel 1990 fu eliminata la pista dallo stadio Artemio Franchi.

## Storia
Lo stadio, dedicato alla memoria del grande dirigente sportivo fiorentino Luigi Ridolfi Vay da Verrazzano, viene inaugurato nel 2001, e si presenta subito come un impianto moderno e funzionale alle esigenze per cui è stato progettato. Nel corso degli anni ha ospitato alcuni importanti meeting di atletica leggera ed è stato utilizzato dalla squadra di football americano cittadina per gli incontri casalinghi. 
Tra i principali meeting atletici ospitati si segnalano:
- l'edizione del 2004 dei campionati italiani assoluti di atletica leggera, massima manifestazione individuale a livello nazionale.
- l'edizione del 2019 dei campionati italiani di società di atletica leggera (finale "A Oro"), massima manifestazione a squadre a livello nazionale.[1]
- le edizioni del 2021 e del 2023 del Golden Gala Pietro Mennea, tappa italiana del circuito internazionale di atletica leggera della Diamond League.[2][3]

Nello stadio si sono disputati anche diversi Silver Bowl di football americano:
- in data 3 luglio 2004 il XII Silverbowl, vinto dai Panthers Parma sugli Elephants Catania per 44 a 14.
- in data 25 giugno 2005 il XIII Silverbowl, vinto dai Guelfi Firenze sui Briganti Napoli per 47 a 21.

Da diversi anni ormai, lo stadio costituisce inoltre il polo di allenamento degli arbitri di calcio AIA della sezione di Firenze.